# Бай Ганьо (сериал)
„Бай Ганьо“ е български 5-сериен телевизионен игрален филм (комедия) от 1991 година на режисьора Иван Ничев по сценарий на Марко Стойчев (на I, II и IV серия) и Стефан Стефанов (на III и V серия).
Оператори са Яцек Тодоров и Георги Николов (на I, II и IV серия) и Иван Велчев (на III и V серия).
Художници са Анна Маркова (на I, III и V серия), Ангел Ахрянов (на II серия) и Елка Тодорова (на II и IV серия).
 Музиката в III и V серия е композирана от Божидар Петков.
По произведението „Бай Ганьо. Невероятни разкази за един съвременен българин“ на Алеко Константинов.

## Серии
- 1. серия – „Бай Ганьо тръгва по Европа“ – 31 минути
- 2. серия – „Бай Ганьо във Виена“ – 33 минути
- 3. серия – „Бай Ганьо у Иречека“ – 22 минути
- 4. серия – „Бай Ганьо на гости“ – 30 минути [1]
- 5. серия – „Бай Ганьо прави избори“ – 20 минути

## Актьорски състав
| Изпълнител                                       | Роля                                                                   |
| ------------------------------------------------ | ---------------------------------------------------------------------- |
| Георги Калоянчев                                 | Бай Ганьо (в 5 серии: I, II, III, IV, V)                               |
| Стоян Алексиев                                   | Щастливеца (в 3 серии: I, II и IV)                                     |
| С участието на                                   |                                                                        |
| Емил Котев                                       | (в 2 серии: I, IV)                                                     |
| Калин Арсов                                      | пътник във влака (в 2 серии: I, IV)                                    |
| Жарко Павлович                                   | (в 1 серия: I)                                                         |
| Димитър Георгиев                                 | сръбският кондуктор (в 1 серия: I)                                     |
| Божидар Лечев                                    | пътник във влака (в 1 серия: I)                                        |
| Крикор Хугасян                                   | арменския търговец в магазинчето във Виена (в 1 серия: I); (в V серия) |
| Магардич Хрант                                   | арменеца Папазян (в 1 серия: I)                                        |
| Юрий Яковлев (не е посочен в надписите на филма) | пътник в първа класа (в 1 серия: I)                                    |
| Джоко Росич                                      | сърбина (в 1 серия: II)                                                |
| Пейчо Пейчев                                     | (в 1 серия: II)                                                        |
| Димитър Дуков                                    | (в 1 серия: II)                                                        |
| Кина Мутафова                                    | унгарката с трите деца (в 1 серия: II)                                 |
| Пенка Цицелкова                                  | (в 1 серия: II)                                                        |
| Светла Гергова                                   | (в 1 серия: II)                                                        |
| Иван Дервишев                                    | портиера в банята (в 1 серия: II)                                      |
| Теодор Юруков (като Тео Юруков)                  | уредника на хотела (в 1 серия: II)                                     |
| Недялко Недялков                                 | (в 1 серия: II)                                                        |
| Коста Динков                                     | (в 1 серия: II)                                                        |
| Пламен Сираков                                   | Константин Иречек (в 1 серия: III)                                     |
| Леда Тасева                                      | майката на Иречек (в 1 серия: III)                                     |
| Георги Фратев                                    | бащата на Иречек (в 1 серия: III)                                      |
| Ана Гунчева                                      | (в 1 серия: III)                                                       |
| Милко Хатев                                      | (в 1 серия: III)                                                       |
| Таня Владимирова                                 | (в 1 серия: III)                                                       |
| Филип Трифонов                                   | Бодков, (в 1 серия: IV)                                                |
| Гинка Станчева                                   | госпажа Милерова, хазяйката на Бодков (в 1 серия: IV)                  |
| Силвия Въргова                                   | (в 1 серия: IV)                                                        |
| Валя Бирьова                                     | (в 1 серия: IV)                                                        |
| Александър Морфов                                | (в 1 серия: IV)                                                        |
| Никола Тодев                                     | Филип Гочоолу (в 1 серия: V)                                           |
| Иван Григоров                                    | (в 1 серия: V)                                                         |
| Ивайло Калоянчев                                 | Танас Дочоолу (в 1 серия: V)                                           |
| Лазар Ганев                                      | (в 1 серия: V)                                                         |
| Станчо Станчев                                   | (в 1 серия: V)                                                         |